# 1617 Alschmitt
1617 Alschmitt (1952 FB) là một tiểu hành tinh vành đai chính được phát hiện ngày 20 tháng 3 năm 1952 bởi Louis Boyer ở Algiers.